# أكيرا ماتسوناغا (لاعب كرة قدم - ولد 1948)
أكيرا ماتسوناغا (松 永 章) ولد 8 أغسطس 1948 في اليابان، هو لاعب كرة قدم ياباني سابق ومدير الفريق الرياضي.

## روابط خارجية
- أكيرا ماتسوناغا على موقع قاعدة بيانات كرة القدم.إي يو (الإنجليزية)
- أكيرا ماتسوناغا على موقع ناشيونال فوتبول تيمز (الإنجليزية)